# Kwajalein
Kwajalein (en marshallès: Kuwajleen) és un atol que forma part de les Illes Marshall. Comprèn 97 illes i illots, té una superfície terrestre de 16,4 km² i envolta una de les llacunes més grans del món, amb una superfície de 2.174 km². L'altura mitjana sobre el nivell del mar de totes les illes és de tan sols 1,8 metres. Es troba a la cadena Ralik, 3.900 km al sud-oest de Honolulu, Hawaii.
La Marina dels Estats Units hi té instal·lada, des de la Segona Guerra Mundial, una base naval a l'illa Kwajalein, a la part més meridional de l'atol. Va ser el lloc de descans final del creuer alemany Prinz Eugen després de sobreviure a la prova nuclear de l'Operació Crossroads el 1946 i lloc de proves de míssils de tota mena. Durant la Segona Guerra Mundial s'hi va lliurar la batalla de Kwajalein, motiu pel qual la llacuna conté dotzenes de restes de vaixells i diversos avions. La majoria dels vaixells eren vaixells mercants. Alguns dels naufragis han estat identificats. Les zones per al busseig de restes sovint estan marcades per boies.

## Clima
L'atol té un clima de selva tropical en la classificació climàtica de Köppen. La temperatura mitjana varia tan sols en 1,1 °C d'un mes a un altre. Tot i que els climes de la selva tropical no tenen una veritable estació seca, l'estació sensiblement més seca de l'atol es produeix de gener a març. La precipitació mitjana és de 2.570 mm. La humitat relativa mitjana mensual oscil·la entre el 78 i el 83%.

## Història

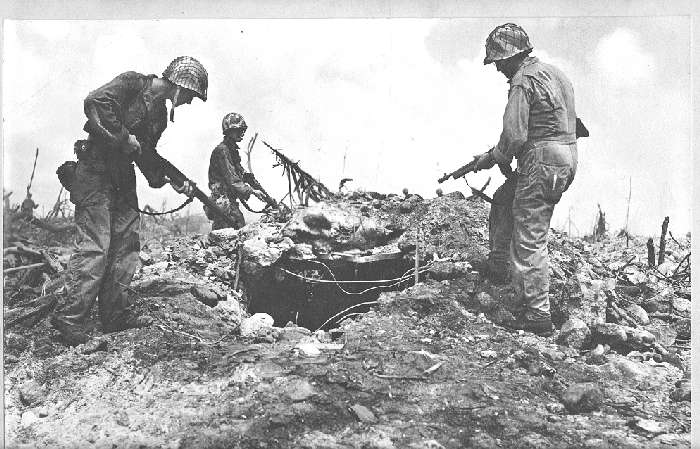
La infanteria de marina inspecciona un búnquer després de capturar l'atol de Kwajalein al Japó durant la Segona Guerra Mundial.

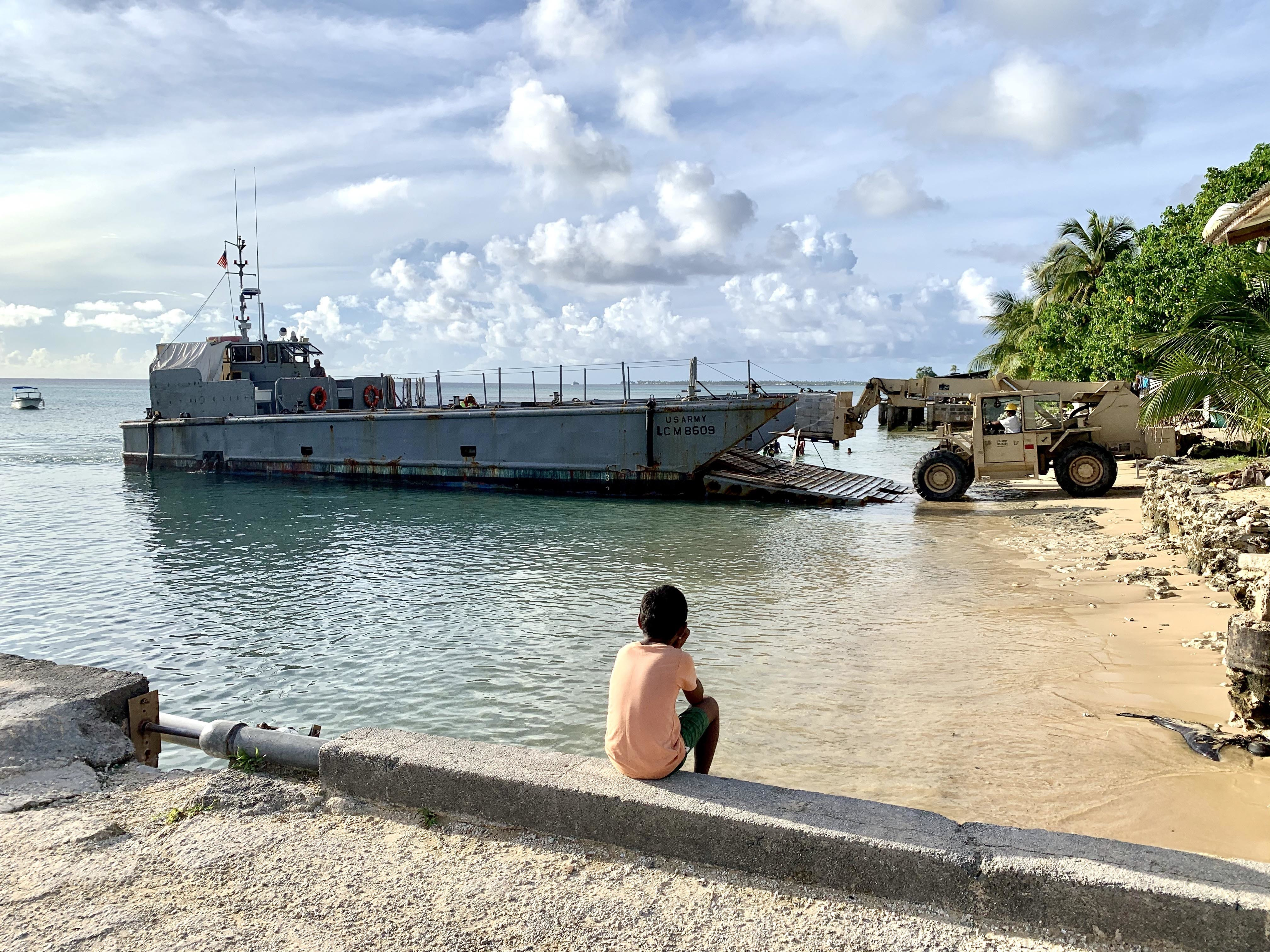
Un habitant de l'illa observa com la Marina dels Estats Units descarrega materials i eines el 2019.

L'atol de Kwajalein era un lloc destacat en la cosmologia marshallesa, ja que a l'illa Kwajalein hi era abundant un arbust, la Guettarda speciosa, que es creia tenia poders espirituals.
El primer albirament registrat de Kwajalein per part dels europeus va tenir lloc durant l'expedició espanyola de Ruy López de Villalobos el gener de 1543. L'atol fou anomenat "Los Jardines". Un error de transcripció de les cartes nàutiques a finals del segle xviii desplaçaren l'atol cap al nord, dponant lloc a l'illa fantasma de "Los Jardines", que va romandre a les cartes del Pacífic fins al 1973.
L'atol va quedar sota el control d'Espanya, però va ser ignorat per les potències europees durant els segles XVII i XVIII, excepte algunes expedicions missioneres de curta durada, visites comercials menors i tractats de demarcació entre els regnes ibèrics.
El 1885 l'Imperi Alemany va obtenir el control tàcit sobre les Illes Marshall. Quan va esclatar la Primera Guerra Mundial a Europa, el Japó es va unir a la Triple Entesa i es va apoderar de les Illes Marshall. El 1922 l'illa fou posada sota l'administració japonesa com a mandat de la Societat de Nacions. Durant la Segona Guerra Mundial l'atol fou utilitzat com a camp de presoners.
El 31 de gener de 1944 la 7a Divisió d'Infanteria, encapçalada pel 111è Regiment d'Infanteria, va realitzar un assalt amfibi contra Kwajalein. L'1 de febrer de 1944 va ser l'objectiu del bombardeig més concentrat de la guerra del Pacífic. Trenta-sis mil obús procedent de vaixells i artilleria terrestre des d'un illot proper van destruir Kwajalein i provocaren la mort de gairebé 8.000 dels gairebé 9.000 japonesos i esclaus coreans que hi havia a l'atol.
El 6 de febrer de 1944 Kwajalein va ser reclamat pels Estats Units i va ser designat, amb la resta de les Illes Marshall, com a Territori fideïcomissari de les Nacions Unides sota els Estats Units.
Un cop finalitzada la guerra els Estats Units van utilitzar l'atol com a principal centre de comandament i base de preparació per a l'Operació Crossroads de 1946, la primera de diverses sèries de proves nuclears als atols de Bikini i Enewetak. Una part important de la població autòctona es va veure obligada a traslladar-se com a resultat de les proves nuclears. El 1964 l'exèrcit estatunidenc es va fer càrrec de l'administració de l'atol.